# Bentley Little
Bentley Little (1960 en Arizona, Estados Unidos) es un escritor, novelista de horror y ciencia ficción.

## Biografía
Su primera novela, The Revelation (La Revelación), fue publicada por la editorial St. Martin en 1990 y ganó el premio Bram Stoker por "Mejor novela debut" ese mismo año.

## Premios
- 1990 Premio Bram Stoker ganador: Mejor novela debut (The Revelation)
- 1993 Premio Bram Stoker nominado: Mejor novela (The Summoning)

## Adaptaciones
En el 2007, la revista Hollywood Reporter anunció que la novela The Store estaría en planes de una adaptación cinematográfica por Strike Entertainment. El guion sería adaptado por Jenna McGrath, con Marc Abraham y Eric Newman involucrados en la producción.

### Novelas
| - The Revelation (1990) - The Mailman (1991) - Death Instinct (1992) - The Summoning (1993) - The Night School (1994) - Dominion (1996) - The Ignored (1997) - Guests (1997) - The House (1999) - The Walking (2000) - The Town (2000) - The Association (2001) - The Return (2002) | - The Policy (2003) - The Resort (2004) - Dispatch (2005) - The Burning (2006) - The Vanishing (2007) - The Academy (2008) - His Father's Son (2009) - The Disappearance (2010) - The Haunted (2012) - The Circle (2012) - The Influence (2013) - The Consultant (2015) |

### Historias cortas
| - Witch Woman (1985) - Miles to Go Before I Sleep (1991) - The Potato (1991) - The Washingtonians (1992) - The Man in the Passenger Seat (1993) - Monteith (1993) - From the Mouths of Babes (1994) - The Numbers Game (1994) - The Pond (1994) | - See Marilyn Monroe's Panties! (1995) - Life With Father (1998) - Connie (1999) - The Theatre (1999) - After the Date (2005) - Pop Star in The Ugly Bar (2005) - Brushing (2007) - The Miracle (2012) |

### Colecciones
- Murmurous Haunts (1997)
- The Collection (2002)
- Four Dark Nights (2002)
- Indignities of the Flesh (2012)